# Antiporus hollingsworthi
Antiporus hollingsworthi är en skalbaggsart som beskrevs av Watts 1997. Antiporus hollingsworthi ingår i släktet Antiporus och familjen dykare. Inga underarter finns listade i Catalogue of Life.